# Mordellistena elbresicola
Mordellistena elbresicola es una especie de coleóptero de la familia Mordellidae.

## Distribución geográfica
Habita en los territorios que antes se llamaban Unión Soviética.